# Henry Braham
Henry Braham (* 30. Oktober 1965) ist ein britischer Kameramann.

## Leben
Braham ist seit den frühen 1990er Jahren als Chefkameramann für Film und Fernsehen tätig. Sein Schaffen umfasst mehr als 40 Produktionen, darunter auch eine Reihe von Kurzfilmen. Bei den ersten drei Filmen von Kirk Jones war Braham für die Kameraarbeit verantwortlich. Außerdem kooperierte er seit 2017 mehrfach mit James Gunn. Er arbeitet auch als Kameramann für Werbung und Musikvideos. 
2002 wurde er für seine Arbeit an der Miniserie Ernest Shackleton mit dem Emmy ausgezeichnet. Im Jahr darauf erhielt er hierfür eine Nominierung für den BAFTA-TV-Award. 2007 war für sein Mitwirken an Der Goldene Kompass für den Satellite Award nominiert.
Braham ist mit der Filmproduzentin Glynis Murray verheiratet.

## Filmografie (Auswahl)
- 1992: Nonstop nach Glasgow (Soft Top Hard Shoulder)
- 1995: 2 Singles machen noch kein Paar (Solitaire for 2)
- 1996: Rosanna’s letzter Wille (Roseanna’s Grave)
- 1997: Shooting Fish
- 1998: Brombeerzeit (The Land Girls)
- 1998: Lang lebe Ned Devine! (Waking Ned)
- 2001: The Invisible Circus
- 2001: Heiraten für Fortgeschrittene (Crush)
- 2002: Ernest Shackleton (Shackleton)
- 2005: Eine zauberhafte Nanny (Nanny McPhee)
- 2006: Flyboys – Helden der Lüfte (Flyboys)
- 2007: Der Goldene Kompass (The Golden Compass)
- 2009: Everybody’s Fine
- 2015: The Bastard Executioner (Miniserie, Episoden 1x01–1x02)
- 2016: Legend of Tarzan
- 2017: Guardians of the Galaxy Vol. 2
- 2019: Georgetown
- 2019: Maleficent: Mächte der Finsternis (Maleficent: Mistress of Evil)
- 2021: The Suicide Squad
- 2022: The Guardians of the Galaxy Holiday Special
- 2023: Guardians of the Galaxy Vol. 3
- 2023: The Flash
- 2024: Road House
- 2024: The Instigators
- 2025: Superman